# Cheyenne Brando
Tarita Cheyenne Brando (* 20. Februar 1970 auf Tahiti, Französisch-Polynesien; † 16. April 1995 in Punaauia, Tahiti) war ein tahitianisches Model. Sie war die Tochter des US-amerikanischen Schauspielers Marlon Brando und dessen langjähriger Partnerin Tarita Teriipaia. In die internationalen Schlagzeilen geriet Brando, die fast ihr ganzes Erwachsenenleben unter der Bürde ihres Namens litt, 1990 in Verbindung mit dem Tod ihres Lebensgefährten und Kindsvaters Dag Drollet.

## Leben

### Kindheit und Jugend
Tarita Cheyenne Brando kam 1970 auf Tahiti, dem Lebensmittelpunkt ihrer Mutter Tarita Teriipaia, zur Welt. Im Gegensatz zu ihrem sieben Jahre älteren Bruder Teihotu wurde sie durch künstliche Befruchtung gezeugt. Ihre Eltern hatten sich beim Dreh des 1962 veröffentlichten Films Meuterei auf der Bounty kennengelernt. Ihren Vornamen Cheyenne erhielt das Mädchen in Anlehnung an das gleichnamige Indianervolk, für das Marlon Brando sich einsetzte.
Laut dem Brando-Biografen Peter Manso wuchs Cheyenne im Bewusstsein ihres berühmten Vaters äußerst selbstsicher auf und fühlte sich als „schönstes, intelligentestes und reichstes Mädchen in Polynesien“. Obwohl Marlon Brando seine beiden Kinder auf Tahiti nur gelegentlich an Wochenenden besuchte, verehrte ihn Cheyenne. Der Schauspieler, der seinen Nachwuchs stets vom Showgeschäft abzuschirmen versuchte, begründete diese Fernbeziehung 1976 in einem Interview damit, dass Cheyenne und Teihotu als Tahitianer für das harte Leben in den USA „zu treuherzig“ seien.
Cheyenne wurde als lebensfrohe Teenagerin beschrieben, die es liebte zu tanzen. Kurz vor ihrem 16. Geburtstag besuchte sie ihren Vater erstmals in Los Angeles und zeigte sich beeindruckt von der Stadt. Während sie zu ihrer Mutter immer ein positives Verhältnis pflegte, wandelte sich die Einstellung gegenüber ihrem Vater später drastisch. 1990 gab sie in einem Interview bekannt, ihn dafür zu verachten, wie er sie als Kind ignoriert habe. Er sei lediglich einmal im Jahr auf die Insel gekommen und es habe ihn nicht gekümmert, ob er sie und ihren Bruder sehe oder nicht. Manso beschrieb diese Vater-Tochter-Beziehung später als „bizarr“.

### Dag Drollet
1987 – anderen Angaben zufolge etwas später – lernte Cheyenne den sechs Jahre älteren Dag Drollet, Sohn eines bekannten tahitianischen Politikers, kennen und ging mit ihm eine Beziehung ein. 1989 wollte sie ihren Vater am Filmset von Freshman in Toronto besuchen, was dieser jedoch ablehnte. Wütend darüber lenkte sie den Jeep ihres Halbbruders in einen Straßengraben und erlitt dabei einen Kieferbruch sowie Verletzungen an einem Ohr und unter dem Auge. Marlon Brando ließ seine Tochter sofort nach L. A. einfliegen, wo ihr Gesicht in einem mehrstündigen chirurgischen Eingriff wiederhergestellt wurde. Ihre Modelkarriere – laut Los Angeles Times hatte sie ein einmaliges Engagement – fand damit ein jähes Ende. In der Folge hatte die junge Frau mit Depressionen zu kämpfen, die ihre Drogenabhängigkeit verstärkten.
Aufgrund dieser Probleme wandte sich Dag Drollet von ihr ab. Er stimmte aber zu, sie im Mai 1990 in psychiatrische Behandlung nach Kalifornien zu begleiten, und die beiden zogen in Marlon Brandos Haus am Mulholland Drive ein. In der Nacht des 16. Mai erschoss Cheyennes Halbbruder Christian Brando Drollet im Fernsehzimmer des Hauses. Seiner Aussage zufolge war es zu einem Streit gekommen, weil Drollet seine Schwester geschlagen haben soll. Die Staatsanwaltschaft plädierte aufgrund mangelnder Spuren eines Kampfes für Mord, mithilfe des prominenten Vaters konnte jedoch ein Deal ausgehandelt werden und Christian Brando wurde wegen Totschlags zu einer Freiheitsstrafe von zehn Jahren verurteilt.
Weil sich die im achten Monat schwangere Cheyenne zur Tatzeit ebenfalls im Haus befunden hatte, bemühte sich das Gericht, sie als Zeugin vorzuladen. Einen Monat später reiste sie, bevor sie in den Zeugenstand treten konnte, zurück nach Tahiti und brachte dort einen Sohn zur Welt, ehe sie wieder in die Psychiatrie ging. Während des Prozesses versuchte Cheyenne sich durch eine Überdosis aus Beruhigungsmitteln und Antidepressiva sowie Erhängen zweimal das Leben zu nehmen. Im Dezember 1990 wurde sie daraufhin von einem Richter als „mentally disabled“ eingestuft, womit sie nicht mehr zur Aussage im Strafprozess verpflichtet werden konnte. Wegen des Verdachts der Komplizenschaft wurde sie schließlich Ende des Jahres 1991 in der Nähe von Orléans festgenommen und nach Tahiti geflogen, die Beschuldigungen letztlich aber fallengelassen.

### Tod und Nachleben
Ihre letzten Lebensjahre verbrachte Cheyenne Brando abwechselnd bei ihrem Bruder Teihotu und im Haus ihrer Mutter in Punaauia sowie in verschiedenen psychiatrischen Einrichtungen und Entzugskliniken. Weil viele Freunde sich von ihr entfernt hatten, verstärkten sich ihre Depressionen zunehmend, und auch ihr Drogenproblem, das sie nicht einmal während der Schwangerschaft hatte ablegen können, bekam sie nicht in den Griff. Kurz nachdem ihr das Sorgerecht für ihren Sohn abgesprochen worden war, beging die 25-jährige Brando am Ostersonntag des Jahres 1995 im Haus ihrer Mutter Suizid. Sie wurde zwei Tage später bei Papeete an der Seite von Dag Drollet beigesetzt. Marlon Brando, der zu jener Zeit mit dem Film Don Juan DeMarco ein Comeback feierte, konnte aus gesundheitlichen Gründen nicht am Begräbnis teilnehmen.
1993 hatte Cheyenne ihren Vater in einem Interview beschuldigt, sie als Kind sexuell missbraucht zu haben. Ihre Mutter bestätigte diese Behauptungen in ihrer 2005 erschienenen Autobiografie Marlon Brando, mon amour, ma déchirure (deutsch: Marlon Brando, meine Liebe, mein Leid), während der Schauspieler selbst den Missbrauch Zeit seines Lebens bestritten hatte. Brandos und Drollets Sohn Tuki Brando, der bei seiner Großmutter aufwuchs, ist heute als Fashion-Model aktiv.